# Відро

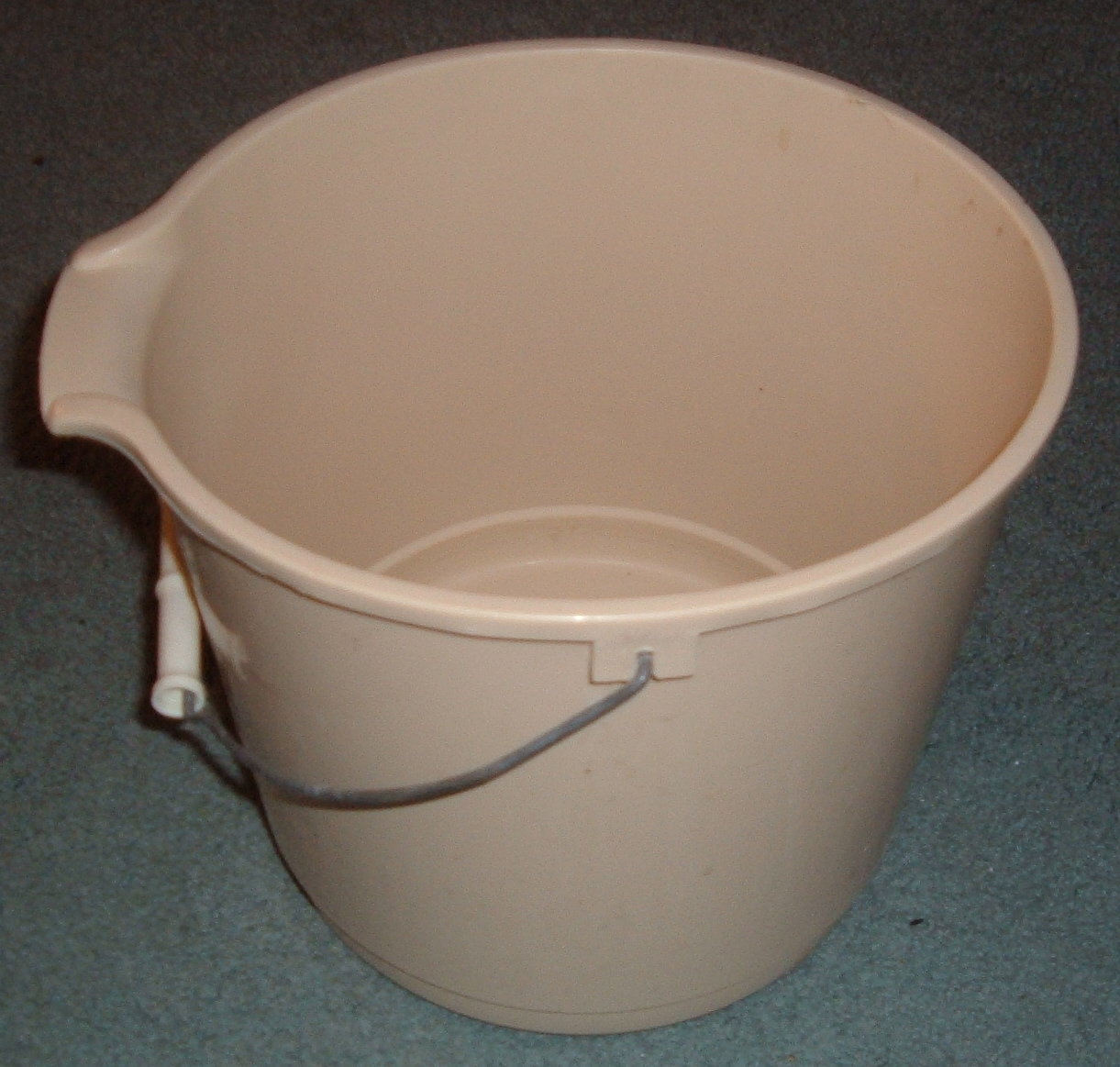
Господарське пластмасове відро з жолобком, з якого зручно наливати воду у менші посудини, не розхлюпуючи її

Відро́, конівка, коновка, діал. кі́нва — ємність для зберігання рідин, дрібних і середніх ягід та овочів, сипучих матеріалів чи сміття. Зазвичай відра роблять у формі відкритого зверху циліндра або зрізаного конуса.
Українське відро походить від прасл. *vědro, що вважається спорідненим з *voda, теж пов'язаним з пра-і.є. *wódr̥ («вода»).

## Історія

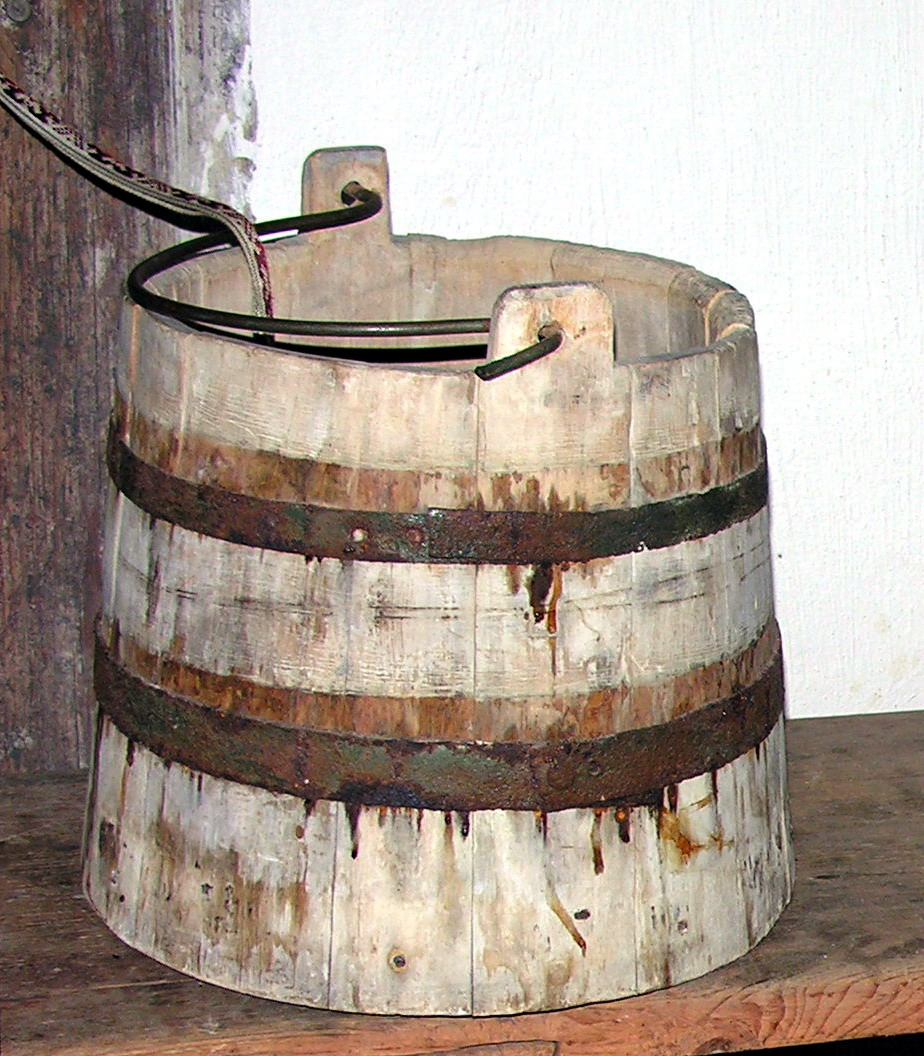
Дерев'яне відро-цеберка

Первісно відра робили з шкіри, потім з'явилися дерев'яні відра, які також називали цеберками. Майстрів з виробництва коновок називали коновкаря́ми.
На флоті, поряд з відрами зі звичайних матеріалів, використовуються і парусинові: їх шиють з парусини №1, обшивають по верхній крайці тросом, під яким роблять два люверси для мотузки-штерта, що виконує роль дужки.

## У господарстві
Середній об'єм відра до впровадження метричної системи дорівнював близько 12 л: він становив старовинну міру, що так і називалася — «відро».
У алюмінієвих і емальованих відрах можна кип'ятити рідини, варити їжу (так роблять, наприклад, в лікарнях). Вони ж є і найдовговічнішими, особливо алюмінієві. Ще одна перевага останніх — легкість і відсутність металевого присмаку у воді, яка там зберігалася.
Під час польових робіт використовували так звану «стійку» — відро з прикріпленим віком, у якому був пророблений отвір. Воду туди наливали за допомогою лійки, а пили — за допомогою очеретяної чи бузинової трубочки.
Для перенесення двох відер з водою може використовуватися коромисло.
Відра використовують для підняття води з криниць (якщо ті не обладнані електронасосами). З цією метою їх прикріплюють на кінці мотузки (чи ланцюга), закріпленої другим кінцем на барабані коловорота або на кінці жердини-ключа, закріпленої на журавлі.

## Форми відер

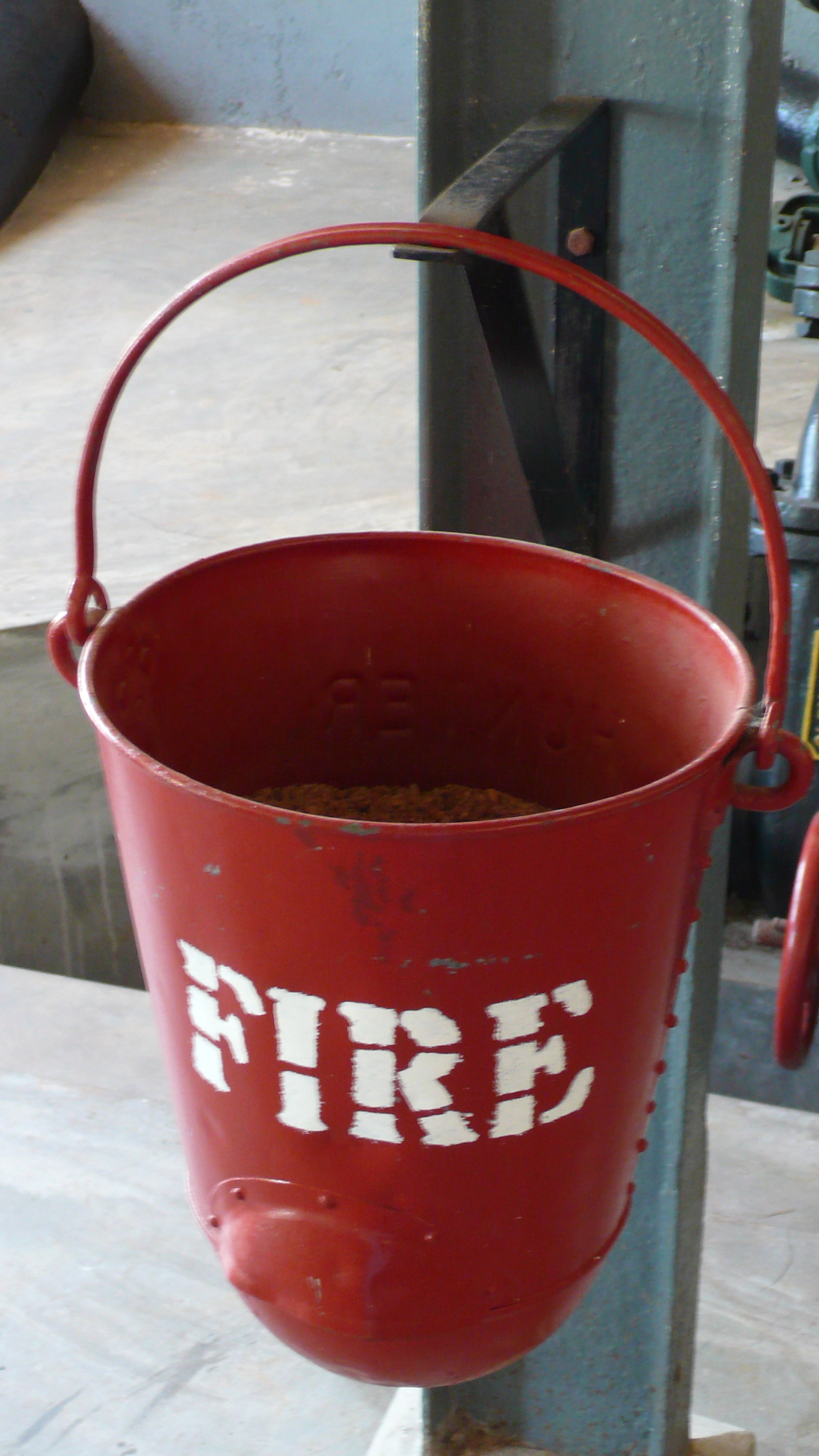
Пожежне відро

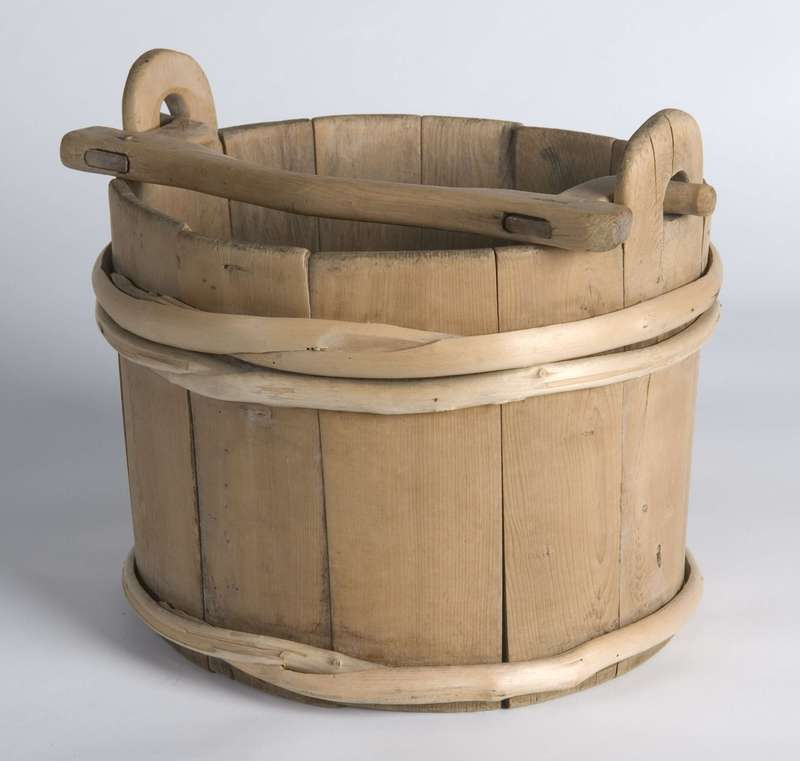
Дійниця

- Зрізаний конус з малою збіжистістю — звичайні побутові відра
- Конічні відра — вивішують на пожежні щити
- Циліндричні: є випадки, коли стінки відра мають бути вертикальними (наприклад, опадомір, що являє собою прозоре проградуйоване відерце). Також циліндричними зазвичай є відерця від морозива та оселедцю. Взагалі пластикові відра частіше циліндричні, ніж металеві.
- Кубічні. Їх популярність уже відходить, бо вони частіше ламаються по ребрах, ніж заокруглені. Але певний час були популярні, бо коли в двох руках людини — по відру, то при однаковому діаметрі кубічне відро має більший об'єм, відтак — місткість.

Відра бувають без кришки, з кришкою, яку просто кладують зверху, і із закрутною кришкою.
Особливий вид відра — «дійниця» («дійничка»), у яку збирають (здоюють) молоко корови.

## Галерея

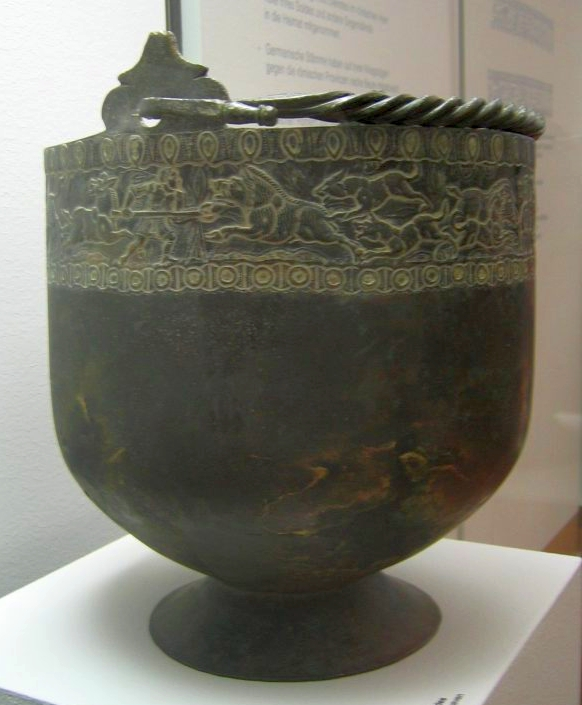
Римська бронзова ситула з Німеччини, друге-третє століття
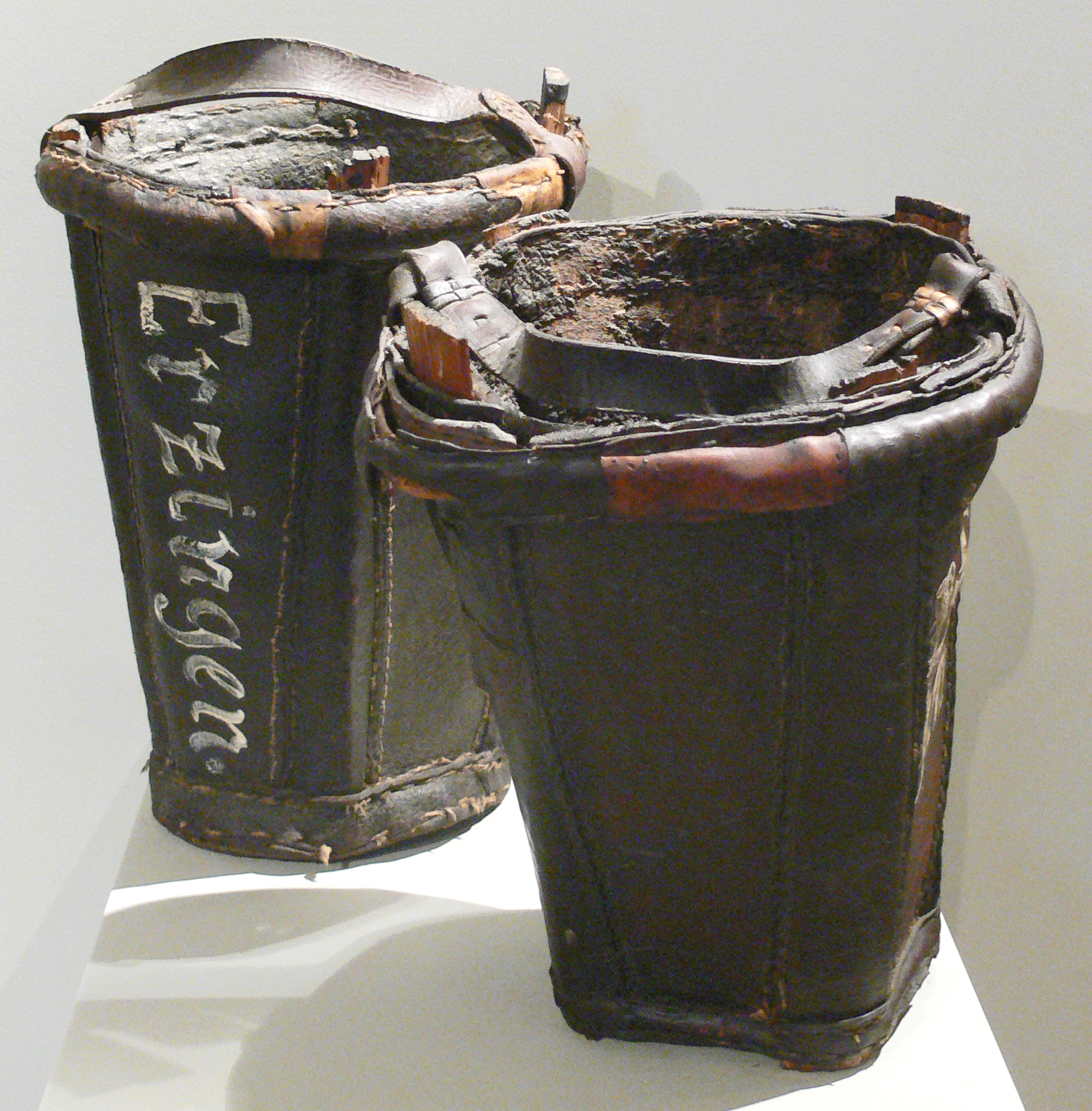
Німецьке шкіряне відро 19 століття
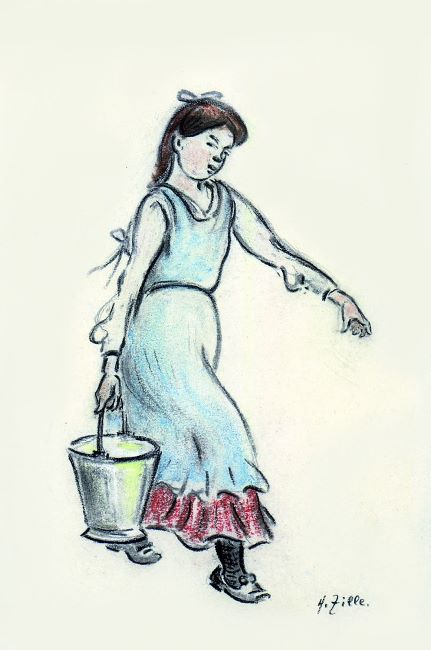
Малюнок людини з відром
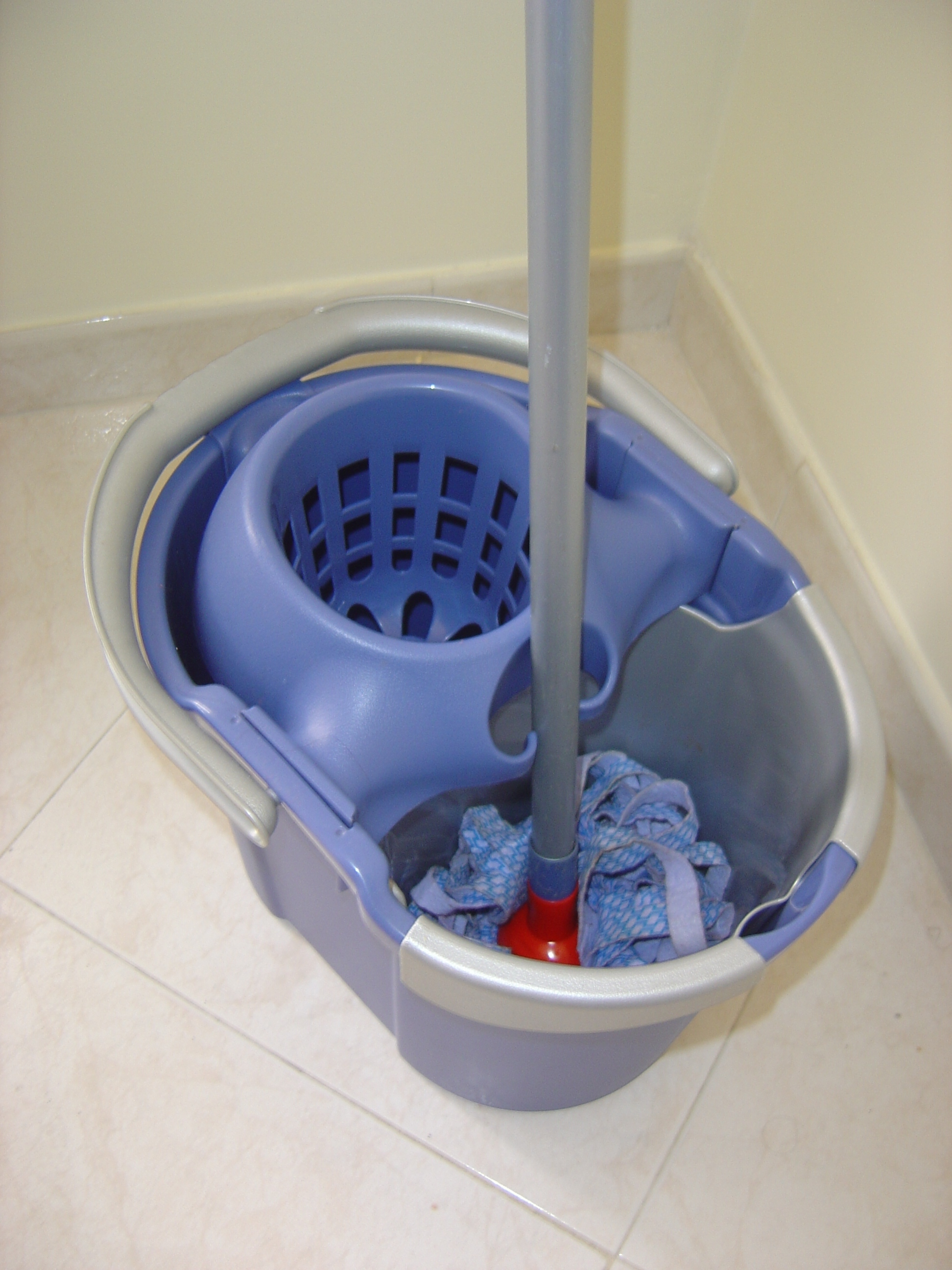
Відро для прибирання
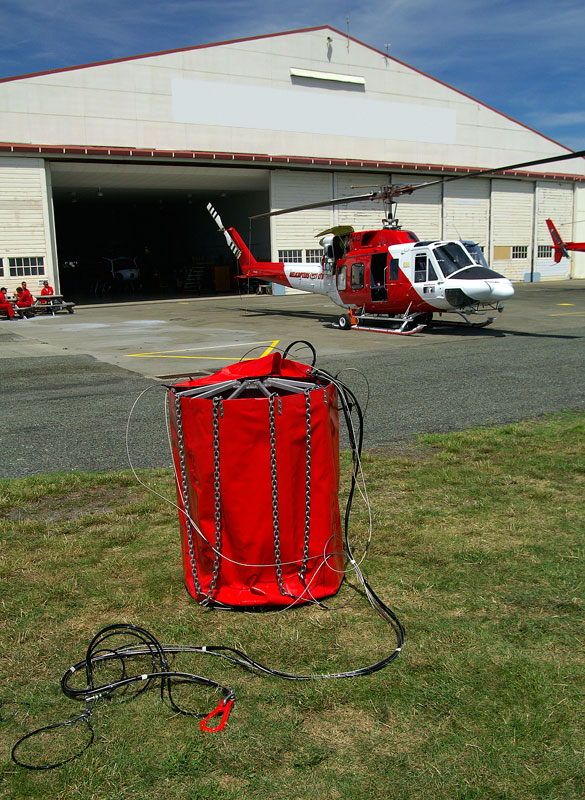
Відро для гасіння пожеж з вертольота
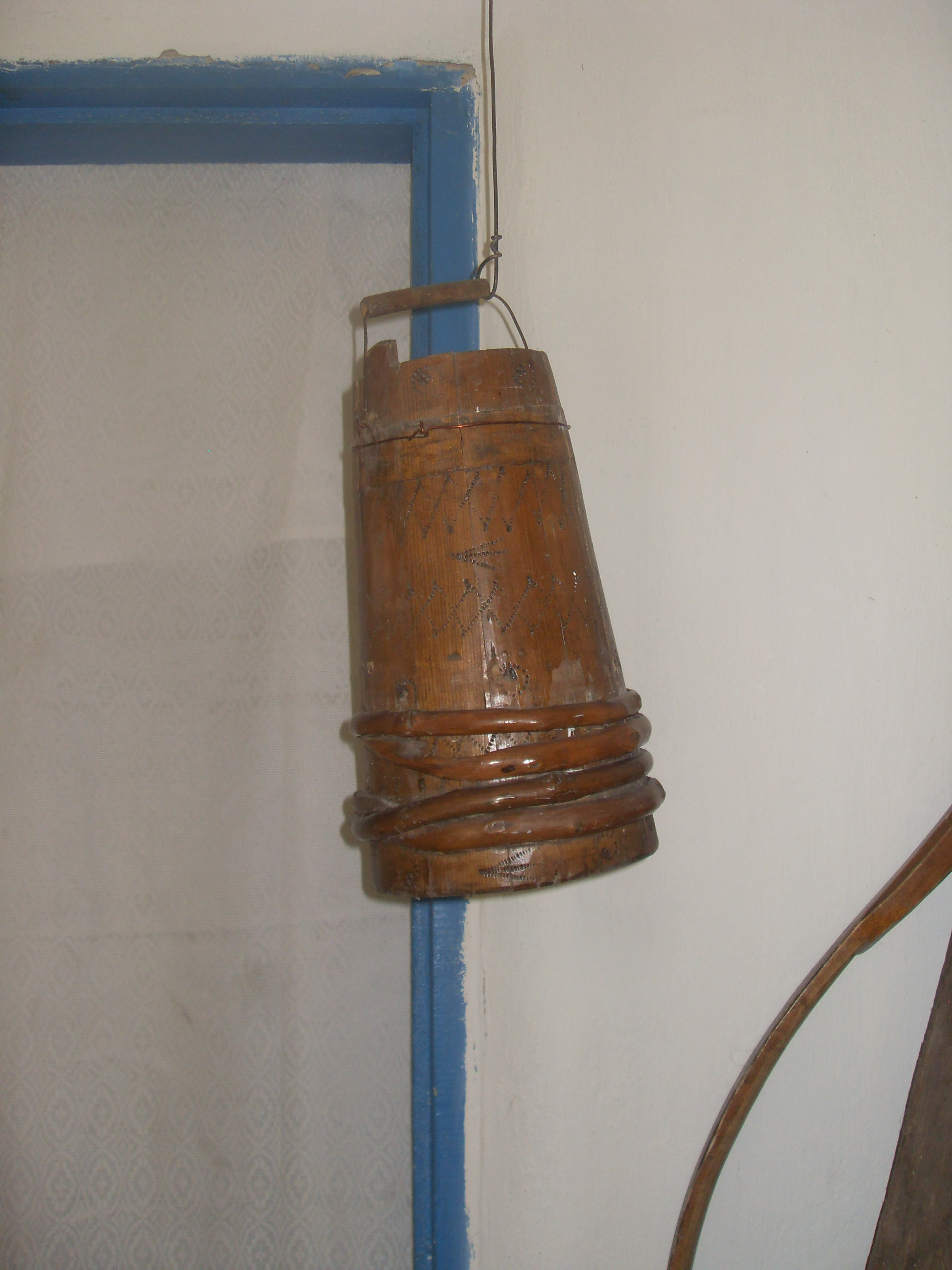
Дерев'яне відро, Покровський музей
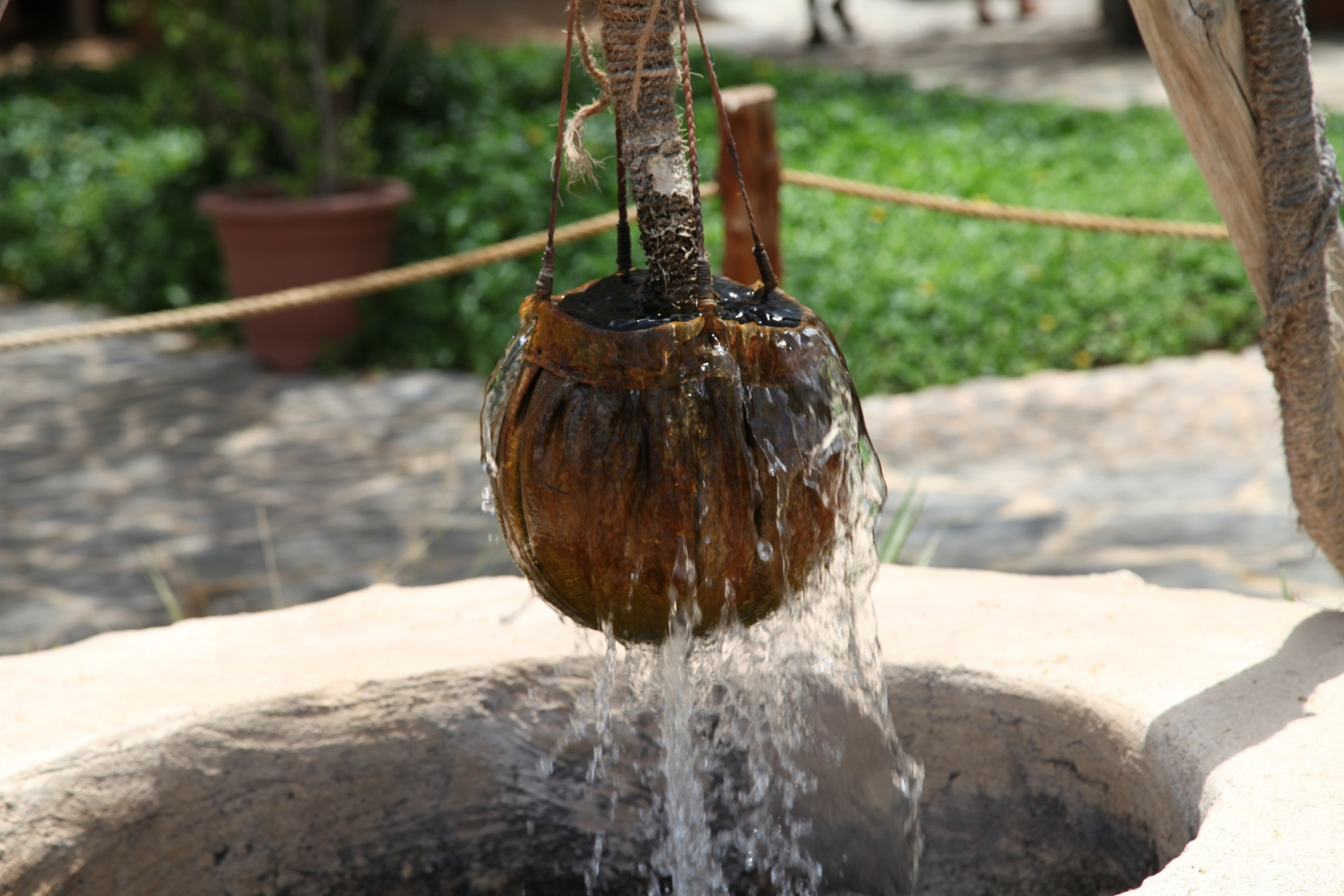
Шкіряне відро. Абу-Дабі
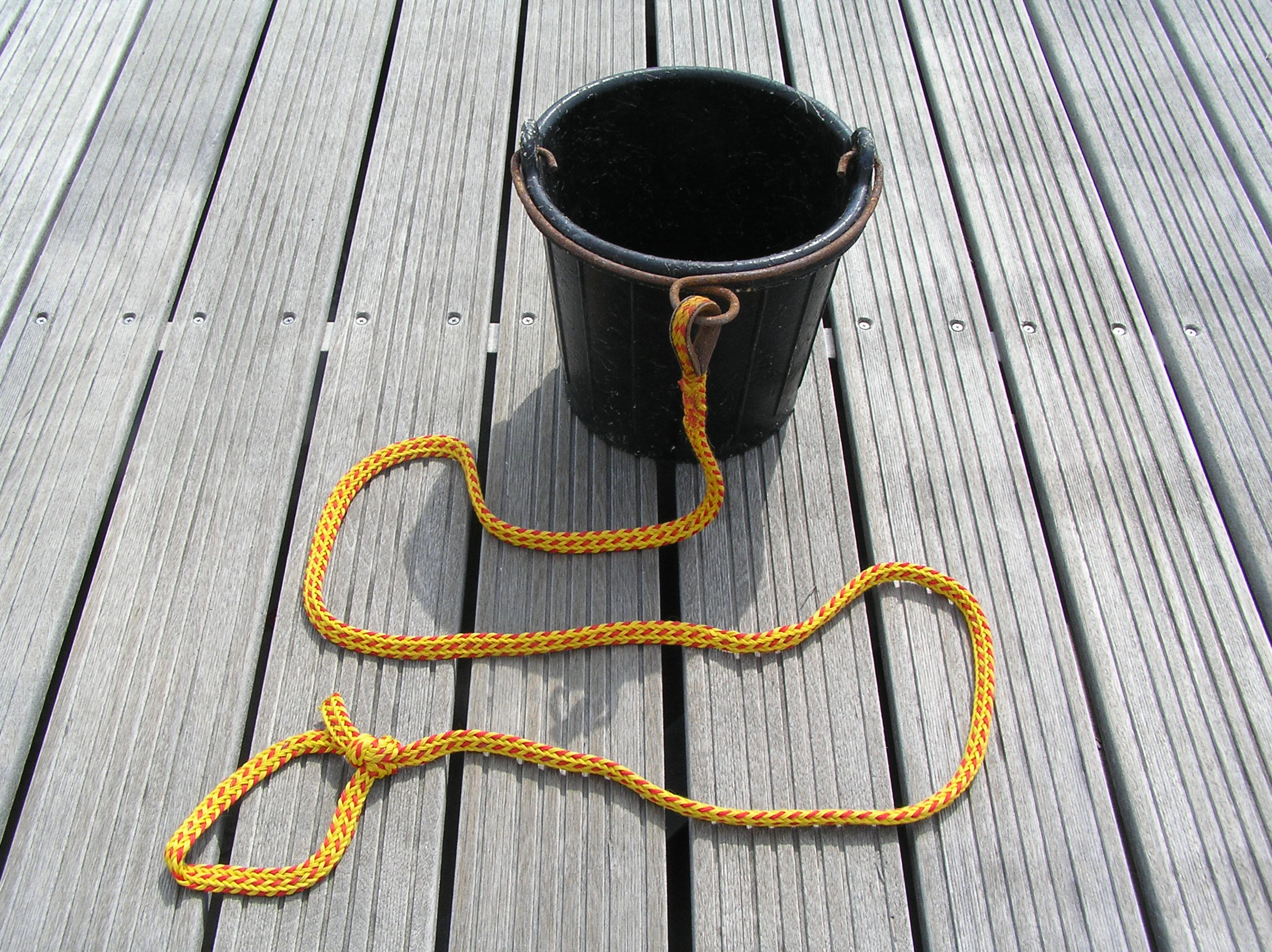
Морське відро